# Газельхан
«Газельхан» (азерб. Qəzəlxan) — советский фильм 1991 года, посвящённый жизни и творчеству поэта Алиага Вахида.

## Сюжет
Фильм состоит из отдельных эпизодов, соединённых единой сюжетной линией, из жизни азербайджанского поэта Алиага Вахида, создающих его обобщённый образ. В июне 1992 года состоялась премьера фильма в Москве.

## В ролях
- Логман Керимов — Алиага Вахид
- Яшар Нури
- Мирза Агаев — Агагусейн
- Лалезар Мустафаева — первая супруга Вахида
- Насир Садых-заде
- Кямиль Магерамов
- Рамиз Азизбейли — Мамедали
- Рамиз Меликов
- Дадаш Казимов
- Мамед Бюрджалиев
- Гамида Омарова — Ханум
- Камал Худавердиев — Кафарзаде
- Нурия Ахмедова
- Лейла Бадирбейли
- Нюбар Новрузова — Лейли
- Фархад Исрафилов — Гамид
- Алим Касимов
- Фикрет Султанов — Мир Джафар Багиров
- Мухтар Маниев
- Мехрибан Ханларова
- Гаджи Исмайлов — Поэт
- Маяк Керимов — Ахмед
- Рафик Алиев — критик
- Агшин Расулов — певец

## Награды
- Приз и диплом XI Международного кинофестиваля стран Азии, Африки и Латинской Америки (Ташкент, 1992).
- Приз за лучший фильм и приз за лучшую мужскую роль (Логман Керимов) на II-ом Конкурсе азербайджанских фильмов (Баку, 1992).